# کاج‌های شوکران
کاج‌های شوکران (نام علمی: Tsuga) نام یک سرده از تیره کاجیان است.